# 圣老楞佐主教座堂 (热那亚)

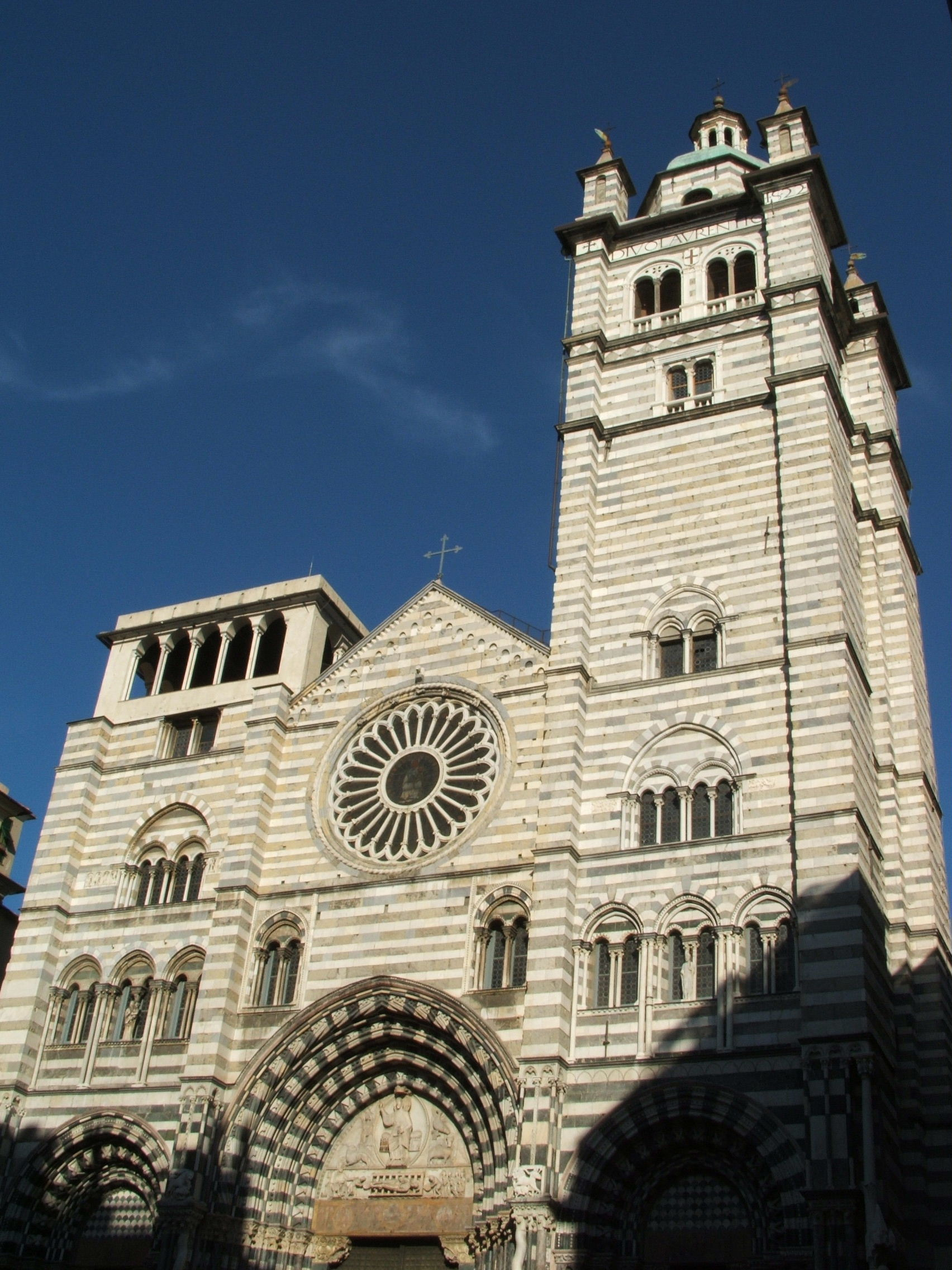
聖洛伦佐主教座堂

44°24′26.92″N 8°55′53.83″E / 44.4074778°N 8.9316194°E
聖洛伦佐主教座堂（義大利語：Cattedrale di San Lorenzo）是意大利熱那亞的一座天主教教堂，天主教熱那亞總教區的主教座堂。

## 歷史
這座教堂可能始建於5世紀或6世紀，獻給熱那亞主教聖Sirus。在路面下和今天教堂立面前的區域，發掘出了古羅馬時代的牆壁和路面，以及前基督教石棺，暗示此處是一個公墓。後來興建了獻給十二使徒的教堂，取而代之的是羅曼式的新主教座堂，獻給聖老楞佐，資金來自於十字軍中熱那亞艦隊的成功事業。
主教座堂推動了這一區域的城市化，1155年修建了城牆，三個古代城市核心（castrum，civitas和burgus）融合成為城市的中心。在整個中世紀，其他廣場尚未出現，這個廣場是該市唯一的公共空間。這座教堂在1118年由教宗格拉修二世祝聖。從1133年開始升為總主教座堂。 1296年大火之後，由於皇帝黨和教宗黨之間的爭鬥，建築部分恢復和部分重建。立面完成於1307年和1312年之間，內部柱廊重建。羅曼式建築保持了原狀，增加了宗教題材的壁畫。
在14和15世紀，建起了許多祭台和小堂。立面東北塔樓上的小涼廊建於1455年；對面的涼廊屬於風格主義，建於1522年。 1550年，佩魯賈建築師Galeazzo Alessi受市政長官委派，計劃重建整座建築；但是他只完成了大廳和過道的屋頂、路面、穹頂和後殿。
主教座堂的建造結束於17世紀。穹頂和中世紀部分在1894年至1900年恢復。

## 图片

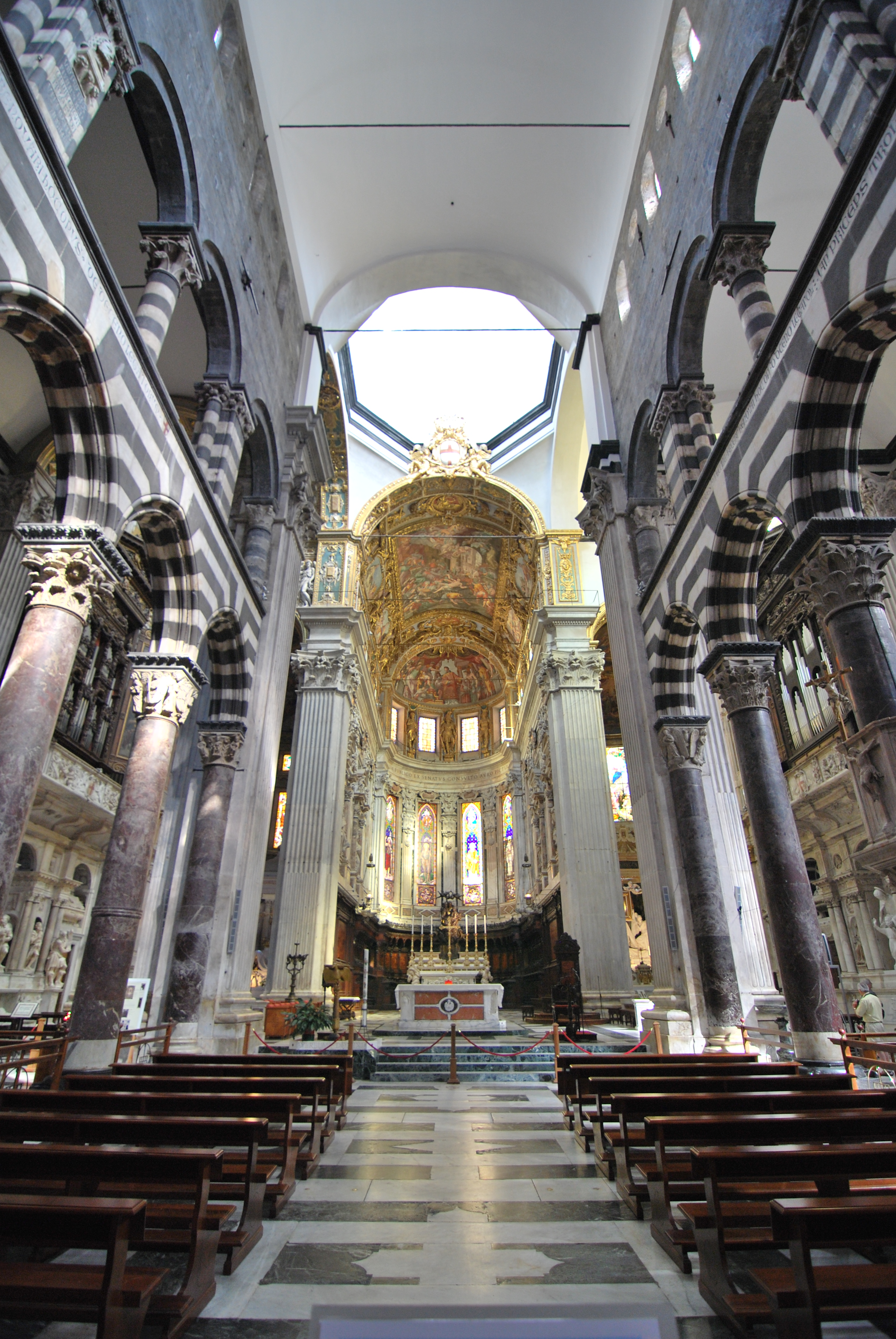
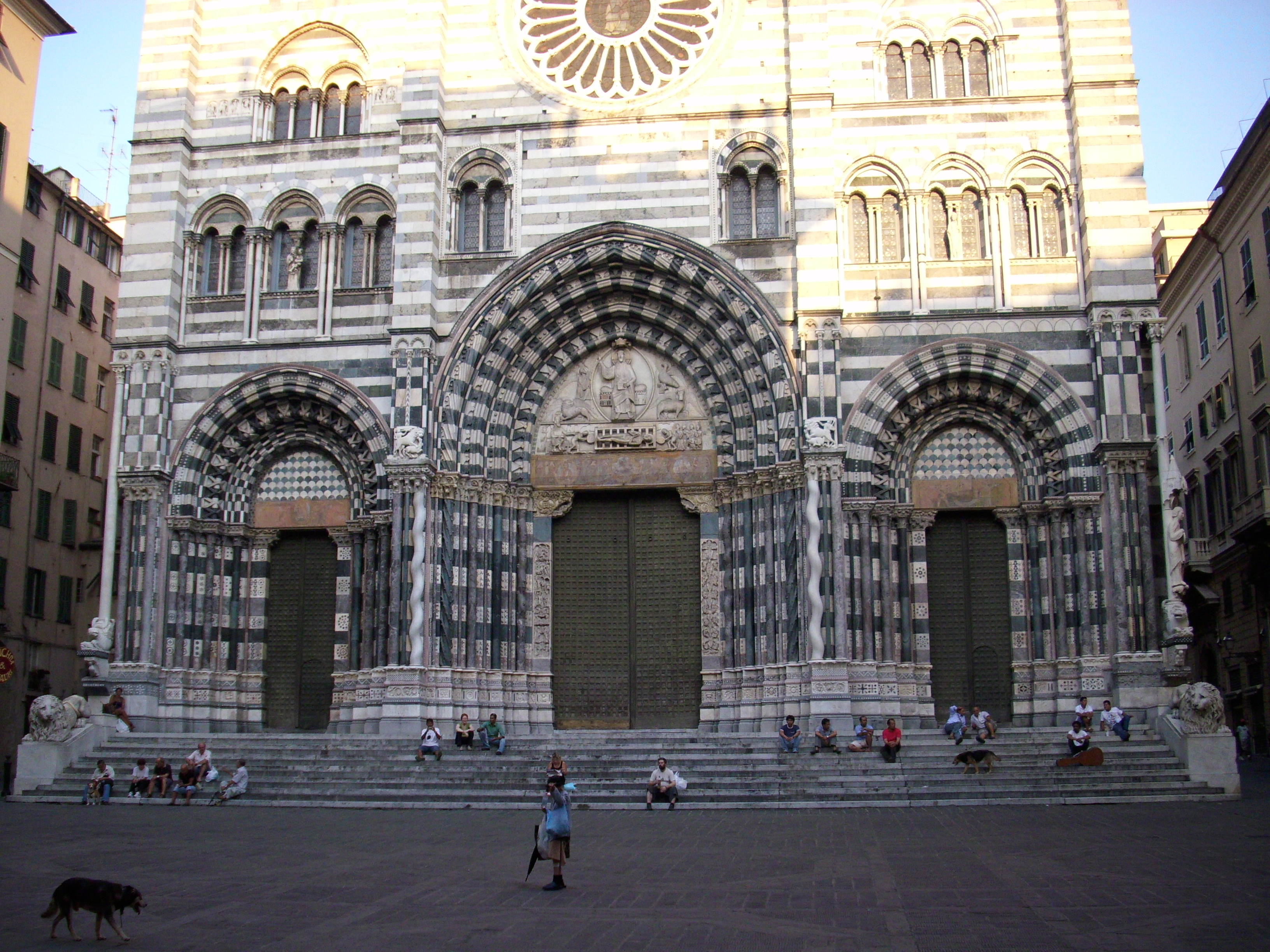
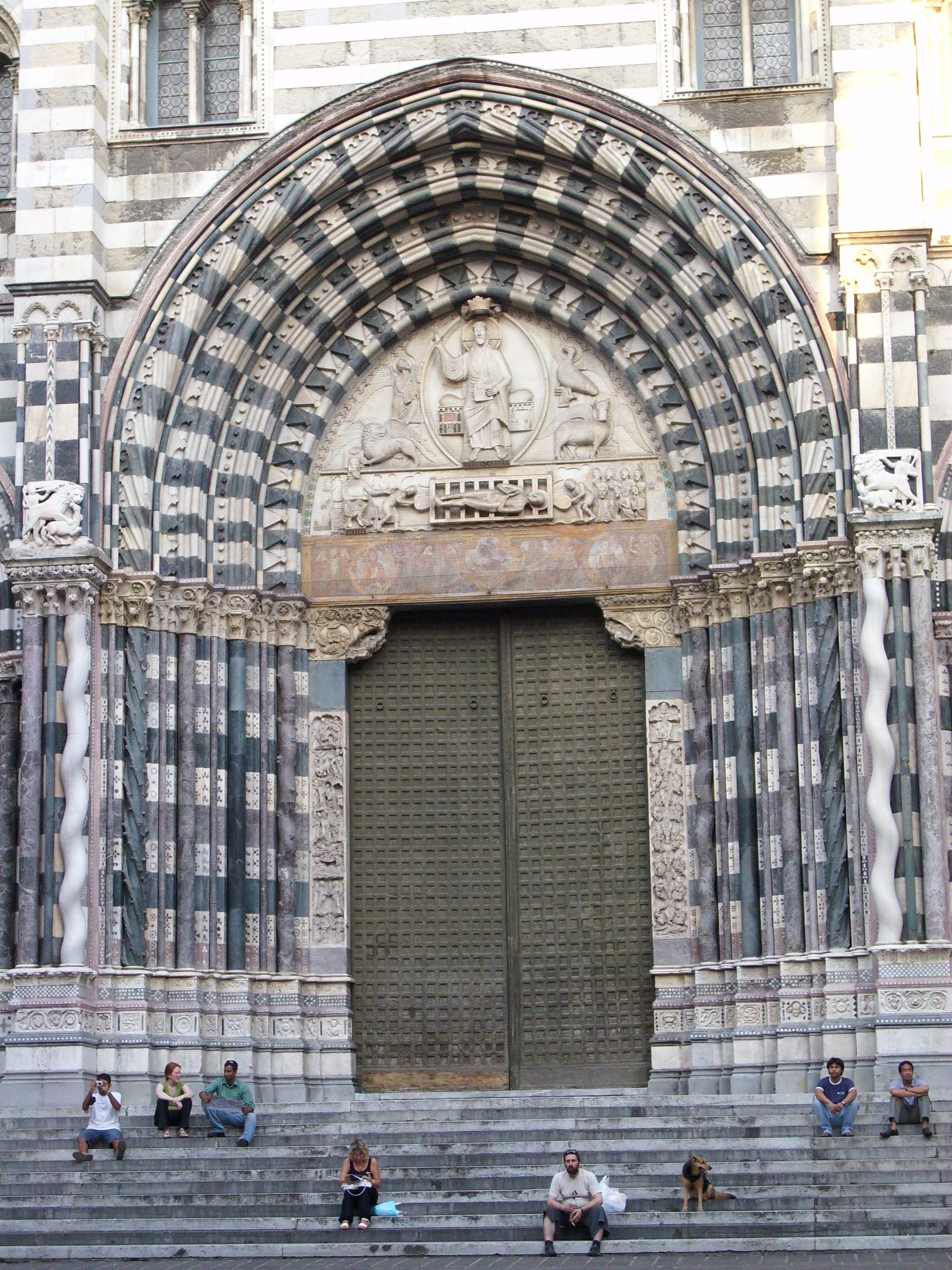